# Écluse de Saint-Jean
L'écluse de Saint-Jean est une écluse à chambre unique du canal du Midi. Construite vers 1674, elle se trouve à 108 km de Toulouse à 102 m d'altitude. Les écluses adjacentes sont l'écluse double de Fresquel à l'est et l'écluse de Carcassonne, à l'ouest.
Elle est située sur la commune de Carcassonne dans le département de l'Aude en région Occitanie.